# Jesús Capistrán Yáñez
General Jesús Capistrán Yáñez fue un militar mexicano que participó en la Revolución mexicana.

## Inicios
Nació en Tlaltizapán, Morelos, el primero de junio de 1878. Fue hijo de Tiburcio Capistrán y de Petra Yáñez. Realizó sus estudios primarios en su pueblo natal y luego ayudó a su padre a las labores del campo. En febrero de 1911 se sumó al levantamiento del General Gabriel Tepepa, en Tlaquiltenango, Morelos, lucha que en marzo se integró al movimiento maderista estatal encabezado por Pablo Torres Burgos y Emiliano Zapata. 

## Revolución
Participó en la toma de Jonacatepec y en el sitio y Toma de Cuautla, en mayo de 1911 contra las fuerzas federales del General Porfirio Díaz. Tras la ruptura de Francisco I. Madero y Emiliano Zapata se mantuvo fiel a la causa zapatista, operando en su región natal y destacando como uno de los principales jefes morelenses. El General Jesús Capistrán Yáñez ascendió a general de división en el sitio y toma de Cuernavaca el año de 1914. Después de la Convención de Aguascalientes decide seguir la causa zapatista y villista, ahora llamada convencionista. El 10 de abril de 1919 acompañó a Emiliano Zapata a la Hacienda de Chinameca, donde el jefe suriano fue asesinado. Tras la muerte de Emiliano Zapata concurrió a la junta para nombrar al sucesor de la causa suriana, en el cual Jesús Capistrán obtuvo el segundo lugar entre los cinco candidatos en el que ganó el General Gilgardo Magaña Cerda. En noviembre de 1919, debido al conflicto internacional con Estados Unidos suscitado por el secretario cónsul Jenkins, aceptó la amnistía del gobierno de Venustiano Carranza. Fue nombrado presidente del Consejo Municipal de Jojutla.

## Muerte
En 1920, al triunfo del movimiento de Agua Prieta, se retiró de la vida militar y se dedicó a las labores del campo en el poblado de Ticumán, área de Tlaltizapán. Murió el 21 de enero de 1935 en la Ciudad de México, víctima de una prolongada enfermedad. Fue sepultado en Tlaltizapán en la cripta que el general Emiliano Zapata mandó construir para él y sus principales generales.